# 希腊圣尼古拉堂

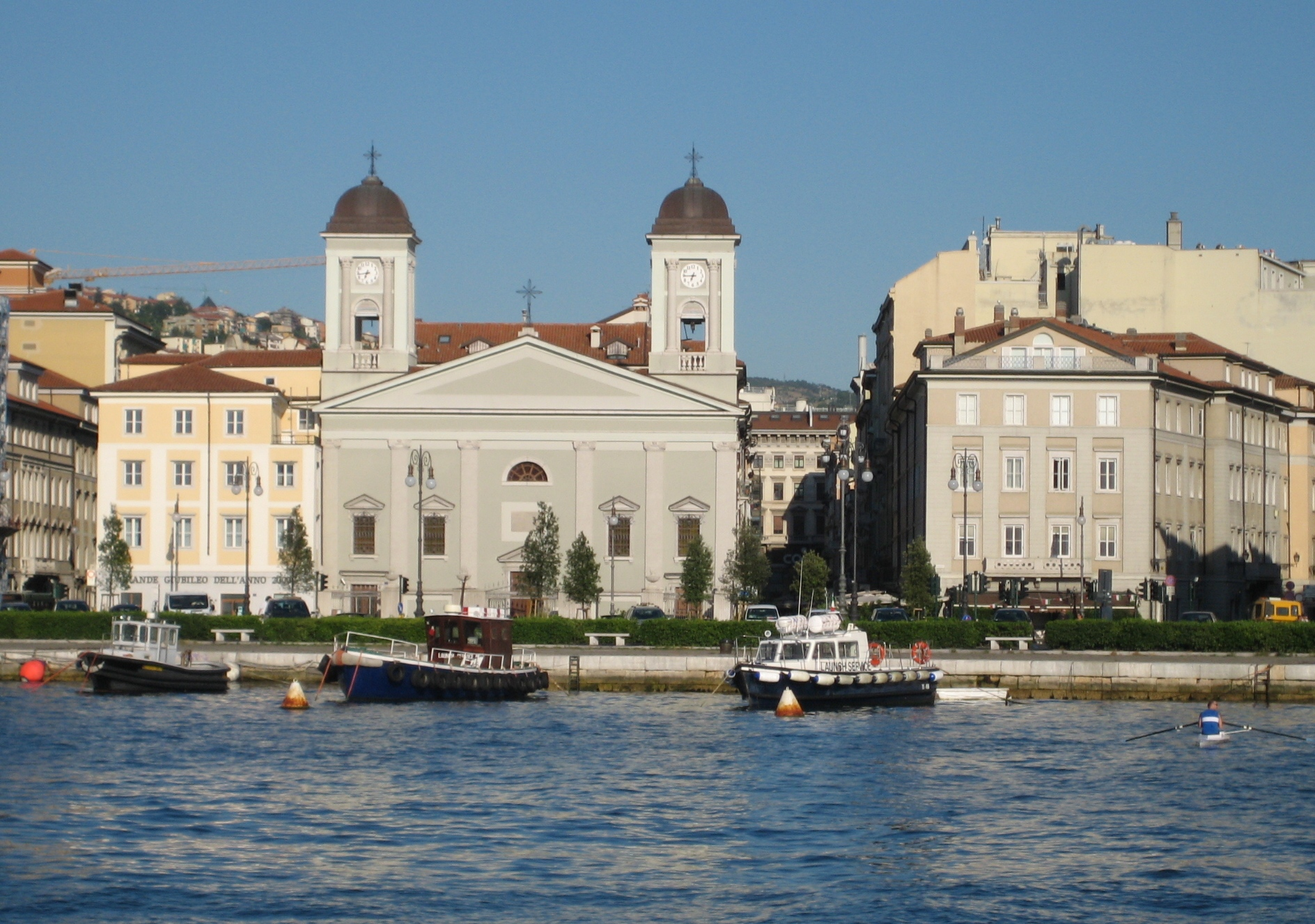
希腊圣尼古拉堂

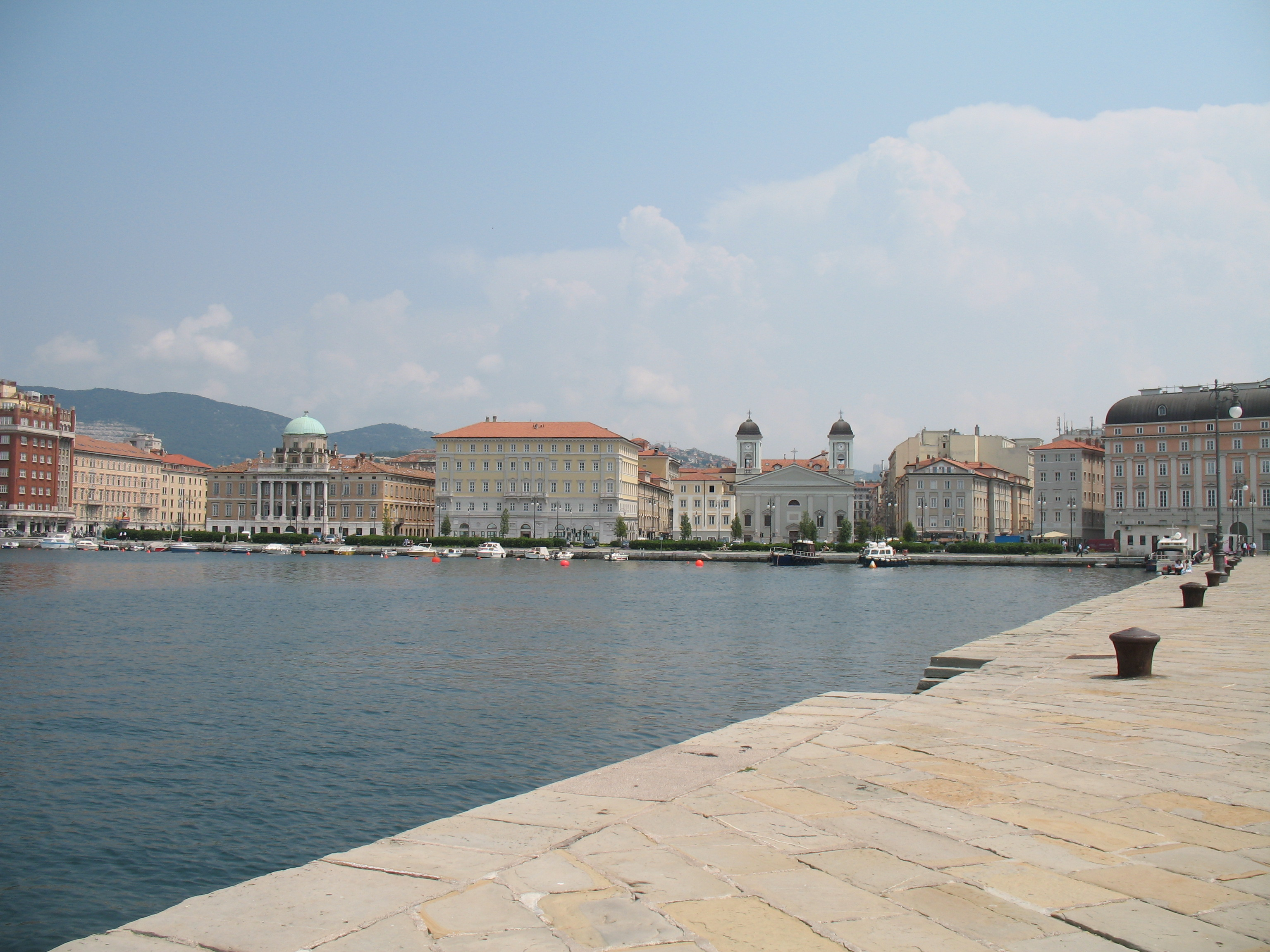

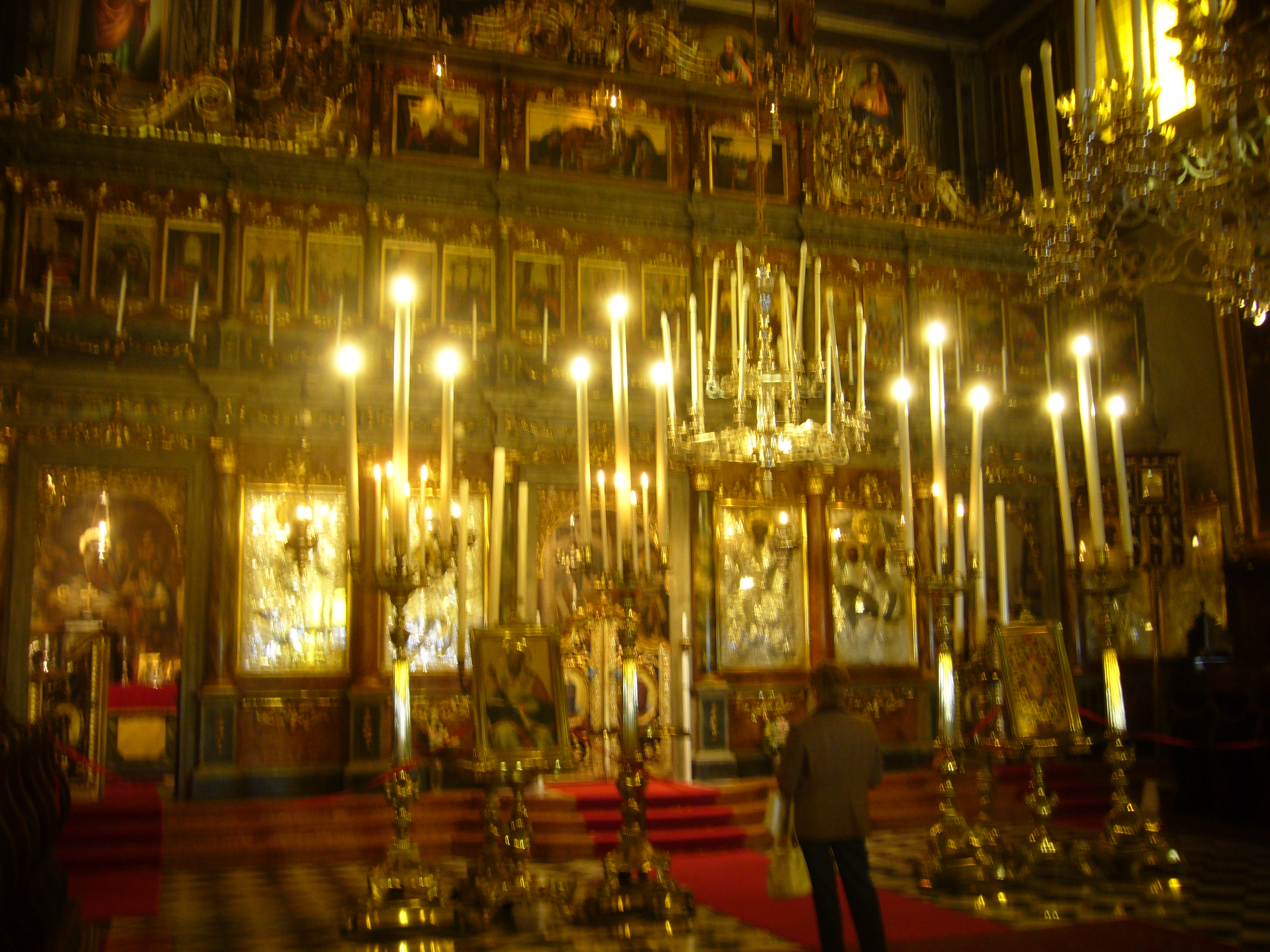
内部

希腊圣尼古拉堂（San Nicolò dei Greci）是意大利北部港口城市的里雅斯特的一座希腊正教会教堂，建于1784年和1787年之间。教堂的立面建于1819年/ 1820年，古典主义风格。 该教堂位于特蕾西亚城海滨的十一月三日街。

## 建筑

### 立面
圣尼古拉堂拥有新古典主义的立面，出自德国出生的建筑师Matteo Pertsch之手。两侧钟塔，是根据奥地利/巴伐利亚巴洛克式教堂的形式。

### 内部
如同在东方教会所常见的，该堂内部装饰有丰富的金银圣象。整体设计属于帝国风格，但是祭坛的装饰为巴洛克形式。

## 历史
的里雅斯特的希腊社区起源于1714年。1719年该市成为自由港，以及宗教宽容，吸引了外国商人。希腊商人的数量在18世纪增加，1750年成立了东正教会，大部分是希腊人，少数为塞尔维亚人。1751年2月20日玛丽亚特蕾西亚皇后允许在该市建立一座联合东正教堂。1753年，希腊人和塞尔维亚人在商业区特蕾西亚城的大运河畔建立了东正教圣三一圣斯皮里第奥尼堂。随着塞尔维亚人的增长，从1769年开始使用塞尔维亚语。1781年，希腊人离开此堂，暂时在私人住宅礼拜。1782年8月，正式成立专门的希腊东正教社区，1784年开始在旧港海滨（Porto Vecchio）建立一个新的教堂建筑。1787年2月18日，在未完成的教堂举行首次弥撒。直到1795年，才完成了教堂的立面。同年，教堂正式开放，的里雅斯特总督出席了仪式。教堂供奉水手的主保圣人圣尼古拉，和圣三一。